# 조셉 볼로그나

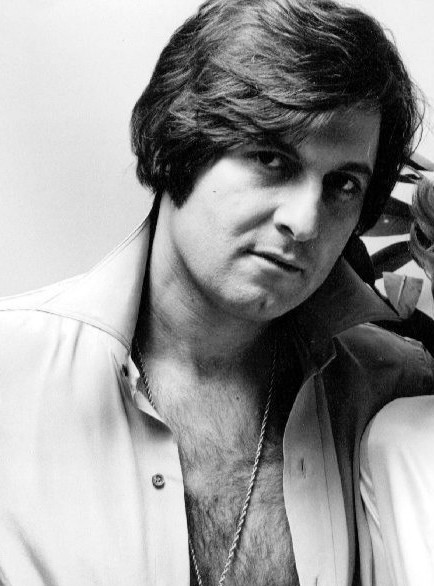

조지프 벌로니아(Joseph Bologna, 1934년 12월 30일 ~ 2017년 8월 13일)는 미국의 배우, 각본가, 작가 영화 제작자이다.
브루클린에서 태어났다.

## 출연 작품
- 아이스 에이지 2 (2006년)
- 보인턴 비치 클럽 (2005년) - 해리 역
- 아버지와 아들들 (2005년)
- 빅 대디 (1999년) - 레니 쿠팩스 역
- 헤븐 비포 아이 다이 (1997년)
- 크레이지 비즈니스 (1997년)
- 배트맨 수퍼맨 무비: 월즈 파이니스트 (1996년)
- 로미오 그리고 줄리엣 (1996년)
- 링거 (1996년) - 골드스타인 역
- 밤의 사수 (1994년)
- 기숙사 대소동 4 (1994년)
- 더 낸니 (1993년) - 앨런 벡 역
- 죽음의 경쟁자 (1993년)
- 데인저 오브 러브 (1992년)
- 권력자 콘 (1992년)
- 져지 걸 (1992년)
- 엘리게이터 2 (1991년)
- 굿 훼밀리 (1990년)
- 캐딜락 54 (1990년)
- 독신자 폴리의 사랑 (1987년) - 닉 폴리 역
- 내 사랑 사이보그 (1987년)
- 타임 트라이엄프 (1986년)
- 신스 (1986년)
- 코파카바나 (1985년)
- 트랜실바니아(영어판) (1985년) - 닥터 말라바쿠아 역
- 리오의 연정 (1984년)
- 우먼 인 레드 (1984년)
- 아름다운 날들 (1982년)
- 인생 2장 (1979년)
- 빅 버스 (1976년)
- 러버스 앤 어더 스트레인저 (1970년)

### 텔레비전
- 못말리는 번디 가족 (1991)
- 슈퍼맨 (1997-98) - 대니얼 댄 터핀 역 (목소리)